# Estatua de Alan Turing
Una estatua de Alan Turing, creada en pizarra por Stephen Kettle en 2007, se encuentra en el Bletchley Park, Bletchley en Inglaterra como parte de una exposición que rinde homenaje al criptoanalista y matemático Alan Turing por el centenario de su nacimiento. Fue encargado por el empresario y filántropo estadounidense Sidney Frank.
La pizarra utilizada en la escultura fue extraída de Gales del Norte debido a que el escultor se enteró de que Turing solía pasar sus vacaciones allí cuando era niño y adulto. En la estatua, Turing aparece sentado y mirando una máquina Enigma, vestido con traje de chaqueta aunque mostrado con cierto aire informal.
El monumento elogia a Turing como criptoanalista, sin embargo, no se muestra en él ninguna referencia a su homosexualidad, que le llevó a ser juzgado y someterse a castración química como castigo. John Dermot Turing, sobrino de Alan Turing, asistió a la inauguración de la exposición y posó con la estatua.